# Hans Wolfgang Helck
Hans Wolfgang Helck (né à Dresde le 16 septembre 1914, mort à Hambourg le 27 août 1993), est un égyptologue allemand.
Il est professeur d'égyptologie à Hambourg de 1957 à 1979, date à laquelle il est remplacé par Hartwig Altenmüller et Dieter Kurth.

## Publications
- Der Einfluß der Militärführer in der 18. ägyptischen Dynastie, Untersuchungen zur Geschichte und Altertumskunde Aegyptens, Leipzig, 1939.
- Untersuchungen zu den Beamtentiteln des ägyptischen Alten Reiches, no 18, Ägyptologische Forschungen, J.J. Augustin, 1954.
- Zur Verwaltung des Mittleren und Neuen Reichs, no 3, Probleme der Ägyptologie, E.J. Brill, Leyde, 1958.
- Materialien zur Wirtschaftsgeschichte des Neuen Reiches, Teil I, Harrassowitz, Wiesbaden, 1960.
- Materialien zur Wirtschaftsgeschichte des Neuen Reiches, Teil II, Harrassowitz, Wiesbaden, 1960.
- Avec I. Hofmann, Materialen zur Wirtschaftsgeschichte des Neuen Reiches, Abhandlungen der geistes und sozialwissenschaftlichen Klasse, Akademie der Wissenschaften und der literatur, Mainz, 1961 et 1969.
- Materialien zur Wirtschaftsgeschichte des Neuen Reiches, Teil III, Harrassowitz, Wiesbaden, 1963.
- Materialien zur Wirtschaftsgeschichte des Neuen Reiches, Teil IV, Harrassowitz, Wiesbaden, 1963.
- Avec S. Donadoni, J. Cerny, G. Posener et A. Volten, Le fonti indirette della storia egiziana, no 7, Studi semitici, Istituto di studi del vicino oriente, Rome, 1963.
- Materialien zur Wirtschaftsgeschichte des Neuen Reiches, Teil V, Harrassowitz, Wiesbaden, 1964.
- Geschichte des Alten Ägypten, 1968.
- Amarna-Probleme, no 44, p. 200-213, CdE, Bruxelles, 1969.
- Materialien zur Wirtschaftsgeschichte des Neuen Reiches, Teil VI, Harrassowitz, Wiesbaden, 1969.
- Materialien zur Wirtschaftsgeschichte des Neuen Reiches, Indices, Harrassowitz, Wiesbaden, 1969.
- Lexikon der Ägyptologie [détail de l’édition]
- Der Text des Nilhymnus, Kleine ägyptische Texte, O. Harrassowitz, Wiesbaden, 1972.
- Avec W. Westendorf,  Lexikon der Ägyptologie, A–Ernte, no 1, Harrassowitz, Wiesbaden, 1975.
- Zur Verwaltung des Mittleren und Neuen Reiches, PÄ 3, E.J.Brill, Leyde, 1975.
- Die Lehre für König Merikare, Kleine ägyptische Texte, O. Harrassowitz, Wiesbaden, 1977.
- Avec W. Westendorf, Lexikon der Ägyptologie, Erntefest – Hordjedef, no 2, Harrassowitz, Wiesbaden, 1977.
- Avec W. Westendorf, Lexikon der Ägyptologie, Horhekenu – Megeb, no 3, Harrassowitz, Wiesbaden, 1980.
- Avec W. Westendorf, Lexikon der Ägyptologie, Megiddo – Pyramiden, no 4, Harrassowitz, Wiesbaden, 1982.
- Avec W. Westendorf, Lexikon der Ägyptologie, Pyramidenbau – Steingefäße, no 5, Harrassowitz, Wiesbaden, 1984.
- Gedanken zum Ursprung der ägyptischen Schrift, Mélanges Gamal Eddin Mokhtar, IFAO, Le Caire, 1985.
- Avec W. Westendorf, Lexikon der Ägyptologie, Stele – Zypresse, no 6, Harrassowitz, Wiesbaden, 1986.
- Politische Gegensätze im Alten Ägypten, no 23, Hildesheimer ägyptologische beiträge, Gerstenberg Verlag, Hildesheim, 1986.
- Begräbnis Pharaos, p. 267-276, The Intellectual Heritage of Egypt, Ulrich Luft, Budapest, 1992.
- Die Geschichte des Schiffbrüchigen - eine Stimme der Opposition ?, p. 73-76, The Heritage of Egypt. Studies Iversen, Museum Tusculanum Press, Copenhague, 1992.
- Zum Statuensockel des Djoser, p. 143-150, Gegengabe Brunner-Traut, Attempto Verlag, Tübingen, 1992.
- Avec W. Westendorf, Lexikon der Ägyptologie, Nachträge, Korrekturen und Indices, no 7, Harrassowitz, Wiesbaden, 1992.
- Kleines Lexikon der Ägyptologie, H.W. Helck und Eberhard Otto, 1999,  (ISBN 3-447-04027-0)
- Das Grab Nr. 55 im Königsgräbertal, Sein Inhalt und seine historische Bedeutung, no 29, Sonderschrift des deutschen archäologischen Instituts, éditeur Philipp von Zabern, Mayence, 2001.
- Die datierten und datierbaren Ostraka, Papyri und Graffiti von Deir elMedineh, Harrassowitz, Wiesbaden, 2002.